# Argina dulcis
Argina dulcis là một loài bướm đêm thuộc phân họ Arctiinae, họ Erebidae.